# Isturits
Ne doit pas être confondu avec Istúriz.
Isturits [istyʁits] (en basque: Izturitze) est une commune française située dans le département des Pyrénées-Atlantiques, en région Nouvelle-Aquitaine.
Le gentilé est Izturiztar.
Le village est principalement connu pour ses grottes d'Isturitz et d'Oxocelhaya.

## Géographie

### Localisation
La commune d'Isturits se trouve dans le département des Pyrénées-Atlantiques, en région Nouvelle-Aquitaine.
Elle se situe à 104 km par la route de Pau, préfecture du département, à 35 km de Bayonne, sous-préfecture, et à 21 km de Saint-Palais, bureau centralisateur du canton du Pays de Bidache, Amikuze et Ostibarre dont dépend la commune depuis 2015 pour les élections départementales.
La commune fait en outre partie du bassin de vie de Hasparren.
Les communes les plus proches sont : 
Saint-Martin-d'Arberoue (2,4 km), Saint-Esteben (3,1 km), Ayherre (4,9 km), Bonloc (5,0 km), Méharin (6,1 km), Orègue (6,5 km), Hélette (7,1 km), Amorots-Succos (7,5 km).
Sur le plan historique et culturel, Isturits fait partie de la province de la Basse-Navarre, un des sept territoires composant le Pays basque,. La Basse-Navarre en est la province la plus variée en ce qui concerne son patrimoine, mais aussi la plus complexe du fait de son morcellement géographique. Depuis 1999, l'Académie de la langue basque ou Euskalzaindia divise la Basse-Navarre en six zones,. La commune est dans le pays d’Arberoue (Arberoa), au nord-ouest de ce territoire.

### Communes limitrophes
Les communes limitrophes sont  Ayherre, Orègue, Saint-Esteben et Saint-Martin-d'Arberoue.
| Ayherre       |          | Orègue                  |
|               | Isturits |                         |
| Saint-Esteben |          | Saint-Martin-d'Arberoue |

### Paysages

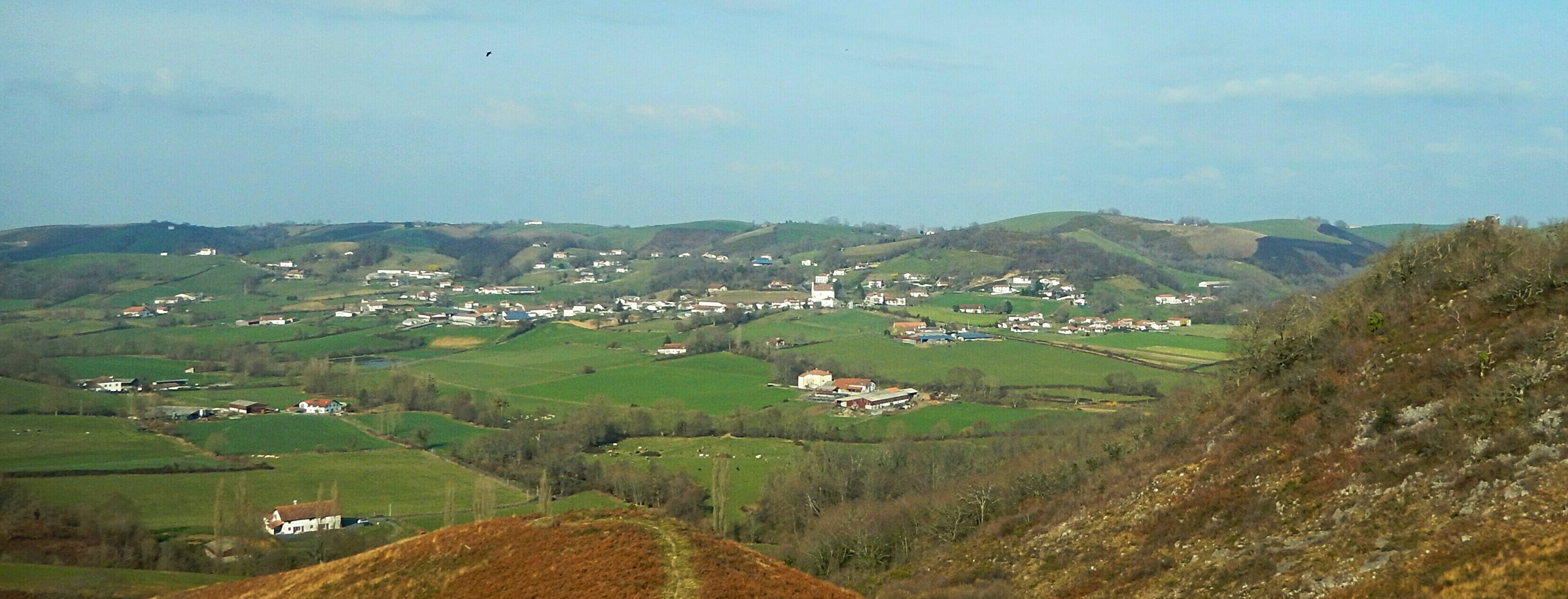
Vue générale

La commune est composée du massif de l'Abarratia au sud-ouest, de landes au nord-est, et est traversée par l'Arberoue et sa vallée dans un axe sud-est/nord-ouest. La zone urbanisée se situe sur le versant est de la vallée. Le point culminant de la commune est l'Abarratia, haut de 345 m.

### Hydrographie

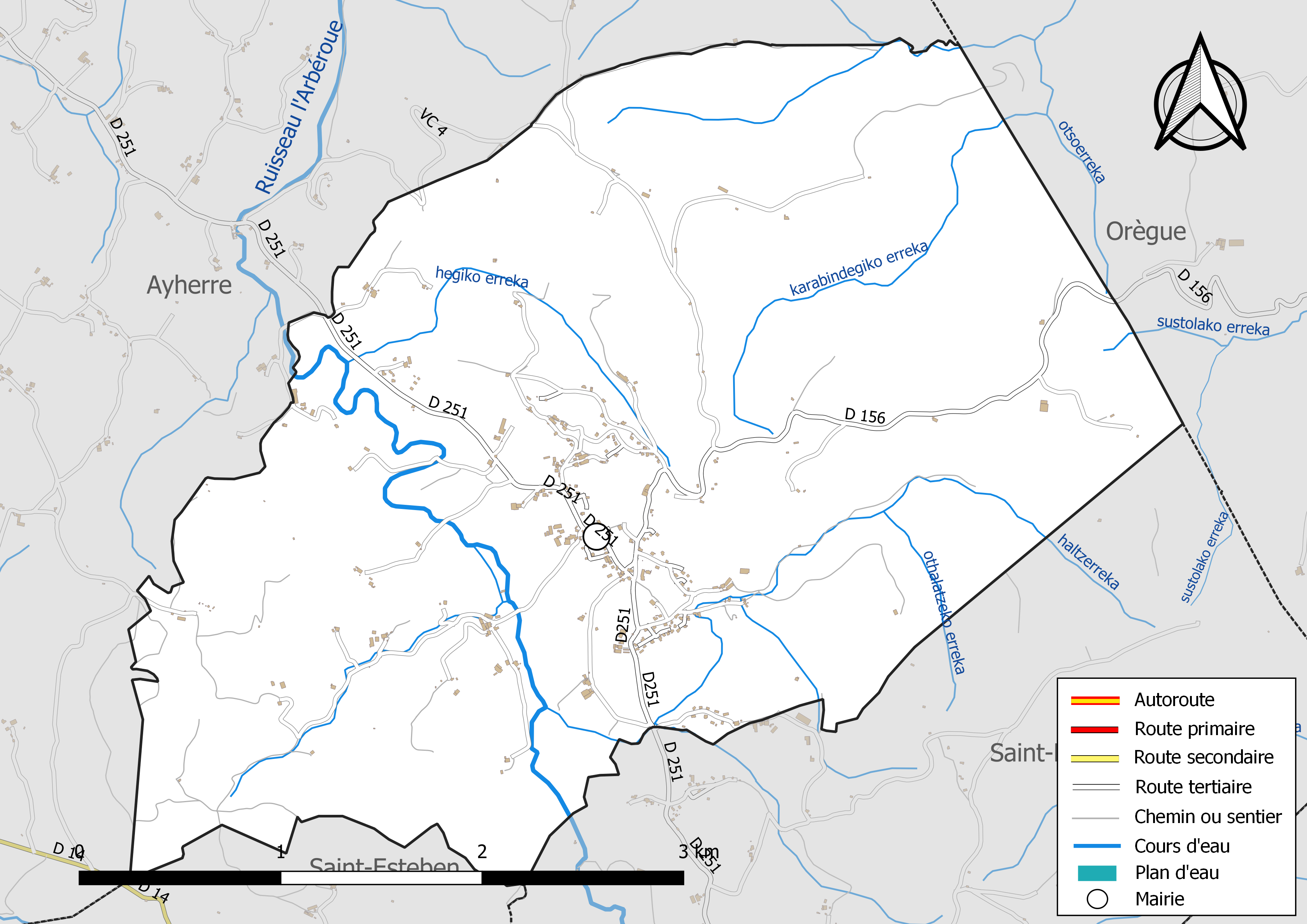
Réseaux hydrographique et routier d'Isturits.

La commune est drainée par l'Arbéroue, un bras du ruisseau Arbéroue, l’haltzerreka, l’hegiko erreka, le karabindegiko erreka, l’othalatzeko erreka, l’otsoerreka, le sustolako erreka, et par divers petits cours d'eau, constituant un réseau hydrographique de 18 km de longueur totale,.
L'Arbéroue, d'une longueur totale de 27,3 km, prend sa source dans la commune d'Hélette et s'écoule du sud vers le nord. Il traverse la commune et se jette dans Le Lihoury à Orègue, après avoir traversé 8 communes.

### Climat
Pour des articles plus généraux, voir Climat de la Nouvelle-Aquitaine et Climat des Pyrénées-Atlantiques.
Historiquement, la commune est exposée à un micro climat océanique basque.  
En 2020, Météo-France publie une typologie des climats de la France métropolitaine dans laquelle la commune est exposée à un climat de montagne et est dans la région climatique Pyrénées atlantiques, caractérisée par une pluviométrie élevée (>1 200 mm/an) en toutes saisons, des hivers très doux (7,5 °C en plaine) et des vents faibles.
Pour la période 1971-2000, la température annuelle moyenne est de 13,6 °C, avec une amplitude thermique annuelle de 13,1 °C. Le cumul annuel moyen de précipitations est de 1 421 mm, avec 12,7 jours de précipitations en janvier et 8,8 jours en juillet. Pour la période 1991-2020, la température moyenne annuelle observée sur la station météorologique la plus proche, située sur la commune de Bidache à 14 km à vol d'oiseau, est de 14,5 °C et le cumul annuel moyen de précipitations est de 1 455,6 mm,. Pour l'avenir, les paramètres climatiques de la commune estimés pour 2050 selon différents scénarios d’émission de gaz à effet de serre sont consultables sur un site dédié publié par Météo-France en novembre 2022.

### Milieux naturels et biodiversité

#### Réseau Natura 2000
Le réseau Natura 2000 est un réseau écologique européen de sites naturels d'intérêt écologique élaboré à partir des Directives « Habitats » et « Oiseaux », constitué de zones spéciales de conservation (ZSC) et de zones de protection spéciale (ZPS).
Un site Natura 2000 a été défini sur la commune au titre de la « directive Habitats » : « la Bidouze (cours d'eau) », d'une superficie de 2 570 ha, un vaste réseau hydrographique drainant les coteaux du Pays basque,.

#### Zones naturelles d'intérêt écologique, faunistique et floristique
L’inventaire des zones naturelles d'intérêt écologique, faunistique et floristique (ZNIEFF) a pour objectif de réaliser une couverture des zones les plus intéressantes sur le plan écologique, essentiellement dans la perspective d’améliorer la connaissance du patrimoine naturel national et de fournir aux différents décideurs un outil d’aide à la prise en compte de l’environnement dans l’aménagement du territoire.
Une ZNIEFF de type 1 est recensée sur la commune, : 
les « grottes d'Oxocelhaya et d'Isturitz » (204,6 ha), couvrant 3 communes du département et deux ZNIEFF de type 2,, : 
- les « landes, bois et prairies du Pays de Mixe » (1 739,31 ha), couvrant 9 communes du département[26] ;
- les « landes de l'Arberoue » (3 685,26 ha), couvrant 5 communes du département[27].

## Urbanisme

### Typologie
Au 1er janvier 2024, Isturits est catégorisée commune rurale à habitat dispersé, selon la nouvelle grille communale de densité à sept niveaux définie par l'Insee en 2022.
Elle est située hors unité urbaine et hors attraction des villes,.

### Occupation des sols

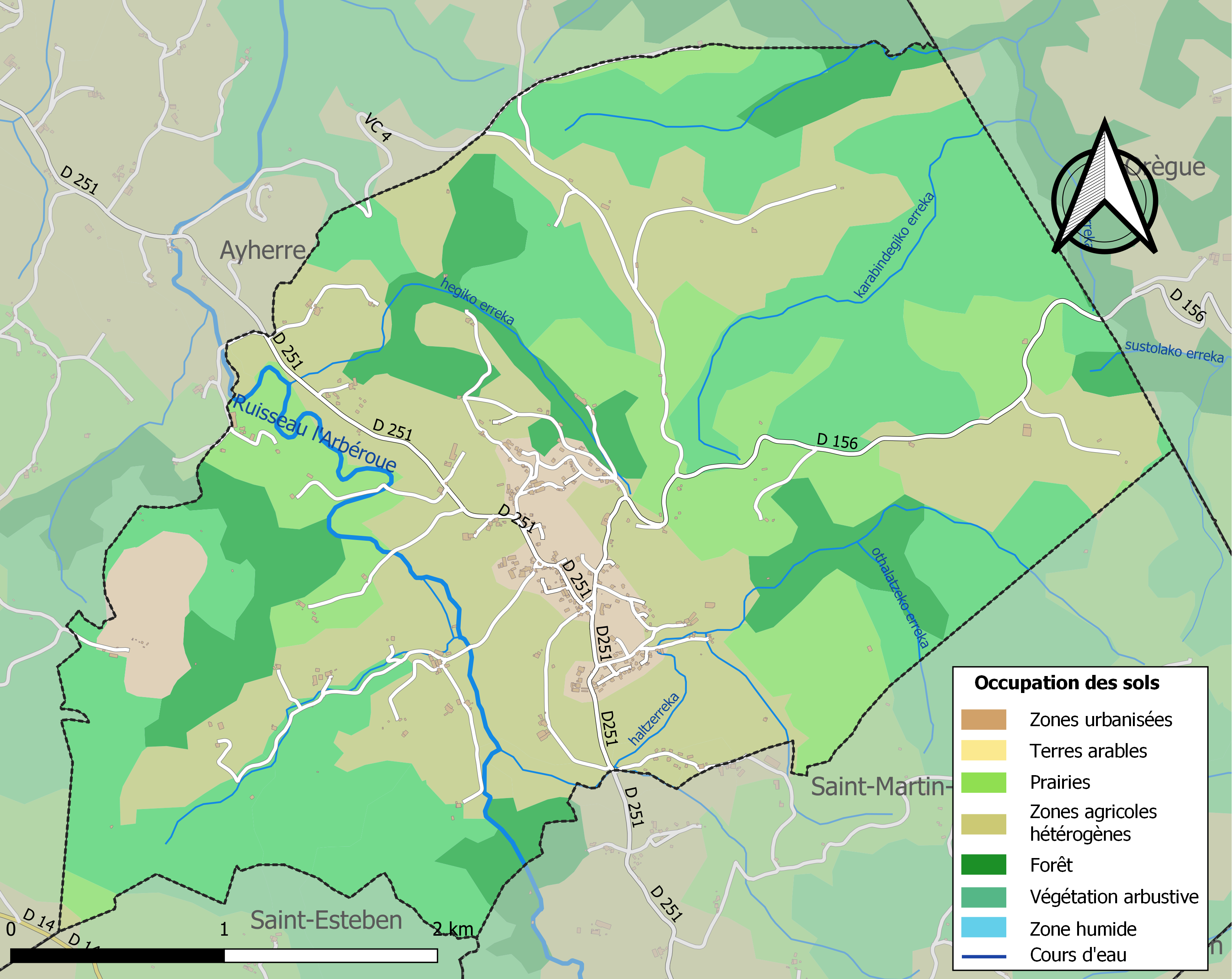
Carte des infrastructures et de l'occupation des sols de la commune en 2018 (CLC).

L'occupation des sols de la commune, telle qu'elle ressort de la base de données européenne d’occupation biophysique des sols Corine Land Cover (CLC), est marquée par l'importance des territoires agricoles (50,7 % en 2018), en diminution par rapport à 1990 (53,3 %). La répartition détaillée en 2018 est la suivante : 
zones agricoles hétérogènes (35 %), milieux à végétation arbustive et/ou herbacée (31,6 %), prairies (15,7 %), forêts (12,3 %), zones urbanisées (3,4 %), mines, décharges et chantiers (1,9 %). L'évolution de l’occupation des sols de la commune et de ses infrastructures peut être observée sur les différentes représentations cartographiques du territoire : la carte de Cassini (XVIIIe siècle), la carte d'état-major (1820-1866) et les cartes ou photos aériennes de l'IGN pour la période actuelle (1950 à aujourd'hui).

### Quartiers et lieux-dits
- Bakardatz
- Garakoitz
- Haltzerreka
- Hiriarte
- Jaimetegi
- Kuhala
- Laharraga
- Oihanburu
- Oihartegi
- Xelaito
- Zelhai
- Zepuru

Le cadastre napoléonien d'Isturits fut édifié en 1835. La commune y est partagée en quatre sections :
- Le Bois
- Mourcougaray
- Sataristurruty
- Le Village

### Voies de communication et transports
On accède à Isturits par la D 251 entre Ayherre et Saint-Martin-d'Arberoue, ou par la D 156 en venant d'Orègue. La commune est desservie par la ligne 13 du réseau de transports en commun Txik Txak, la reliant notamment à Hasparren et Bayonne.

### Risques majeurs
Le territoire de la commune d'Isturits est vulnérable à différents aléas naturels : météorologiques (tempête, orage, neige, grand froid, canicule ou sécheresse), inondations, feux de forêts, mouvements de terrains et séisme (sismicité moyenne). Un site publié par le BRGM permet d'évaluer simplement et rapidement les risques d'un bien localisé soit par son adresse soit par le numéro de sa parcelle.
Certaines parties du territoire communal sont susceptibles d’être affectées par le risque d’inondation par une crue à  débordement lent de cours d'eau, notamment l'Arbéroue. La commune a été reconnue en état de catastrophe naturelle au titre des dommages causés par les inondations et coulées de boue survenues en 1982, 1983, 2009 et 2014,.
Isturits est exposée au risque de feu de forêt. En 2020, le premier plan de protection des forêts contre les incendies (PDPFCI) a été adopté pour la période 2020-2030. La réglementation des usages du feu à l’air libre et les obligations légales de débroussaillement dans le département des Pyrénées-Atlantiques font l'objet d'une consultation de public ouverte du 16 septembre au 7 octobre 2022,.
Les mouvements de terrains susceptibles de se produire sur la commune sont des affaissements et effondrements liés aux cavités souterraines (hors mines). Afin de mieux appréhender le risque d’affaissement de terrain, un inventaire national permet de localiser les éventuelles cavités souterraines sur la commune.

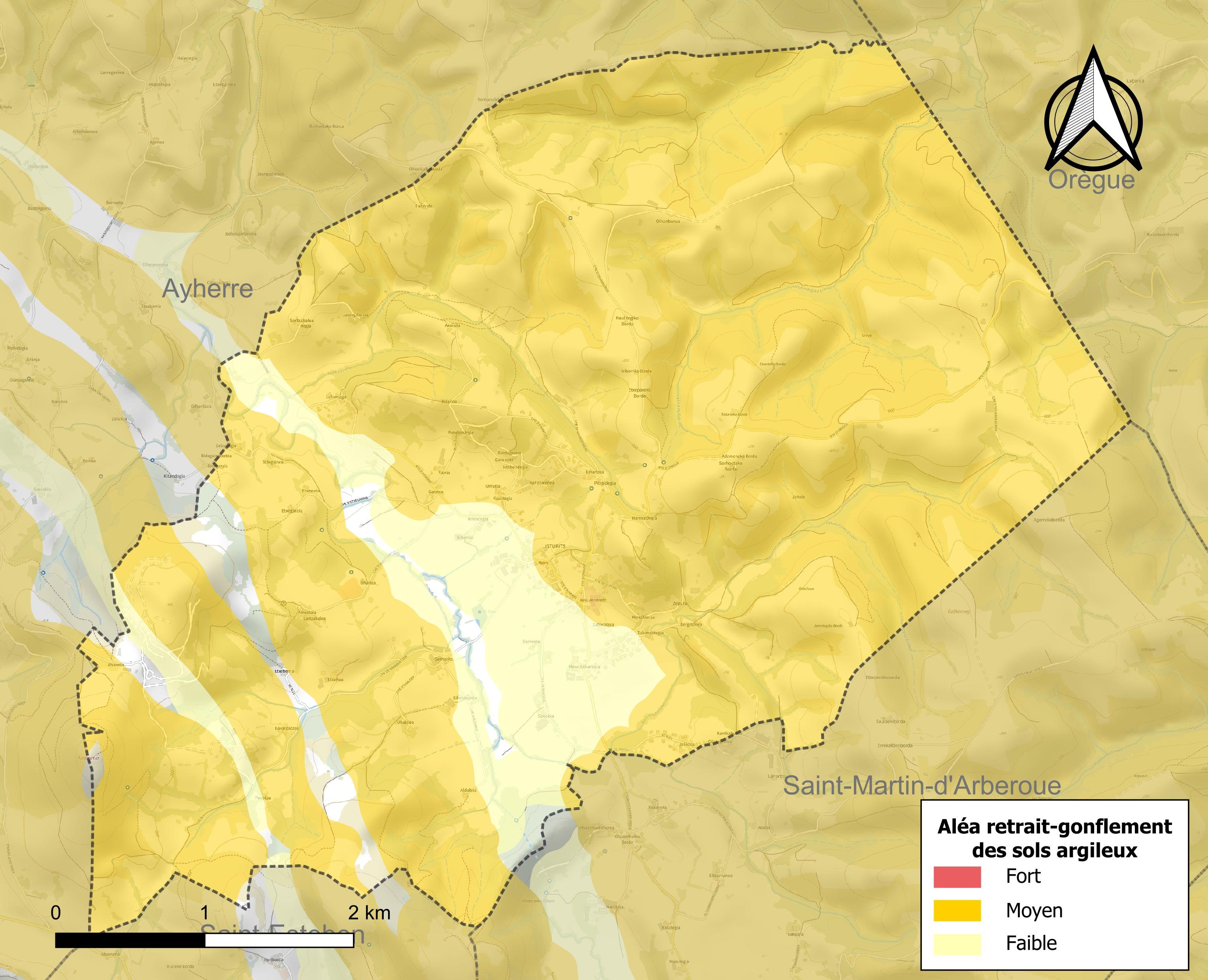
Carte des zones d'aléa retrait-gonflement des sols argileux d'Isturits.

Le retrait-gonflement des sols argileux est susceptible d'engendrer des dommages importants aux bâtiments en cas d’alternance de périodes de sécheresse et de pluie. 86 % de la superficie communale est en aléa moyen ou fort (59 % au niveau départemental et 48,5 % au niveau national). Depuis le 1er octobre 2020, en application de la loi ELAN, différentes contraintes s'imposent aux vendeurs, maîtres d'ouvrages ou constructeurs de biens situés dans une zone classée en aléa moyen ou fort,.

## Toponymie
La mairie utilise l'orthographe Isturitz.
Plusieurs interprétations existent pour l'origine du nom du village. Isturitz pourrait signifier « lieu de la côte rocheuse » ou « lieu de la source ».[réf. souhaitée]

### Attestations anciennes
Ce toponyme est documenté sous les formes 
Isturitz (1321, titres de la Camara de Comptos), 
Izturiz (1513, titres de Pampelune) et 
Sancta Eulalia d'Isturits (1754, collations du diocèse de Bayonne).

### Autres toponymes
Le toponyme Mendilahartsu est documenté sous les formes 
Mendilaharsu (1435, titres de Pampelune), Mendilhars (carte de Cassini), Mendilahaxou (carte d'état major).
Le toponyme Satharitz est documenté sous les formes 
Satariz (1621, Martin Biscay), Satharits (carte de Cassini).

### Graphie basque
Son nom basque actuel est Izturitze. L'orthographe Isturitze est parfois utilisée.

## Histoire

### Préhistoire
Les grottes d'Isturits ont révélé des outils de pierre taillée datant du Moustérien ainsi qu'une mandibule d'homme de Néandertal,.
Des couches moustériennes, interrompues par un étage où s'enchevêtrent de très nombreux squelettes d'ours, sont présentes à une grande profondeur dans cette ancienne terrasse d'alluvions de la Nive.
Les industries de l'Aurignacien, du Solutréen et du Magdalénien sont également représentées dans ces grottes. Les peintures pariétales datent du Paléolithique supérieur, de même que les objets sculptés qui y ont été découverts (pointes en silex, sagaies et harpons en bois de renne ou en os).
À la suite des modifications profondes du climat marquant la fin du Paléolithique, le site d'Isturitz cesse d'être habité jusqu'à l'âge du cuivre, protégé par une nappe de stalagmites dont la formation indique des siècles d'abandon total.

### Histoire
Le village fait preuve d'une remarquable continuité d'habitation. Les premiers habitants s'installèrent dans la grotte d'Isturitz il y 82 000 ans et celle-ci restera habitée durant 70 000 ans. Les fortifications du mont Abarratia témoignent ensuite d'une occupation de la vallée de l'Arberoue durant la Protohistoire. Quelques traces de l'Antiquité et du haut Moyen Âge ont aussi été retrouvées dans les grottes d'Isturitz et d'Otsozelhaia. Les premiers écrits témoignant de la présence du village d'Isturitz remontent à 1249, dans les archives du royaume de Navarre. L'église et la chapelle Sainte-Eulalie y sont déjà citées, tout comme le château de Rocafort.
Le village est ainsi décrit dans l’Encyclopédie, publiée en 1751 : « ISTURIE, (Géog.) petit village à cinq lieues de Bayonne dans le pays-basque, contrée d’Arberoue. Je n’en parle que parce qu’il a donné son nom à une fameuse mine connue, & jadis exploitée par les Romains ; son ouverture avait près de douze cent pieds de profondeur. La montagne était percée pour l’écoulement des eaux d’une petite rivière qui la traverse : trois grosses tours dont une existe encore en partie, avec un retranchement d’une douzaine de toises de surface, & quelques fortifications au haut de la montagne, servaient à loger des soldats pour soutenir les mineurs. Des naturalistes qui ont examiné cet endroit, croient que c’était une mine de fer, & ont regardé le grand souterrain comme une carrière d’où l’on tirait la pierre. »
Paul Raymond note que les fiefs de Mendilahaxou et de Satharits dépendaient du royaume de Navarre.

## Héraldique
| Blason de Isturits | Blason  | De gueules à la tour d'or, maçonnée et ajourée de sable, ouverte du champ, cantonnée en chef à senestre d'une chauve-souris d'argent. |
| Blason de Isturits | Détails | Le statut officiel du blason reste à déterminer.                                                                                      |

## Politique et administration
| Période                                  | Période                   | Identité                    | Étiquette | Qualité                              |
| ---------------------------------------- | ------------------------- | --------------------------- | --------- | ------------------------------------ |
| 1800                                     | 1808                      | Jean Etchart-Garat          |           |                                      |
| 1808                                     | 1819                      | Guillaume Pelegrin-Soccobie |           |                                      |
| 1819                                     | 1826                      | Gratien Vergez              |           |                                      |
| 1826                                     | 1848                      | Dominique Sainte-Marie      |           |                                      |
| 1848                                     | 1852                      | Jean Etchegaray             |           |                                      |
| 1852                                     | 1859                      | Dominique Sainte-Marie      |           |                                      |
| 1859                                     | 1867                      | Jean Haramboure             |           |                                      |
| 1867                                     | 1876                      | Arnaud Laborde              |           |                                      |
| 1876                                     | 1882                      | Jean-Pierre Montalibet      |           |                                      |
| 1882                                     | 1887                      | Pierre Sainte-Marie         |           |                                      |
| 1888                                     | 1908                      | Pierre Haramboure           |           |                                      |
| 1908                                     | 1929                      | Laurent Laborde             |           |                                      |
| 1929                                     | 1941 (démission d'office) | Laurent Mendiboure          |           | Révoqué par le gouvernement de Vichy |
| 1941                                     | 1942                      | Baptiste Garat              |           |                                      |
| 1942                                     | 1947                      | Dominique Ascery            |           |                                      |
| 1947                                     | 1953                      | Bernard Haramboure          |           |                                      |
| 1953                                     | 2001                      | Xalbat Charriton            |           |                                      |
| 2001                                     | 2020                      | Jean-Michel Donapetry       | DVD       |                                      |
| 2020                                     | En cours                  | Frédéric Camou              |           |                                      |
| Les données manquantes sont à compléter. |                           |                             |           |                                      |

### Intercommunalité
La commune participe à six structures intercommunales :
- la communauté d'agglomération du Pays Basque ;
- le syndicat AEP de l'Arberoue ;
- le syndicat d’assainissement Adour - Ursuïa ;
- le syndicat d’énergie des Pyrénées-Atlantiques ;
- le syndicat intercommunal pour la réalisation d'une maison de retraite dans la vallée de l'Arberoue ;
- le syndicat intercommunal pour lsoutien à la culture basque.

Isturits accueille le siège du syndicat intercommunal pour la réalisation d'une maison de retraite dans la vallée de l'Arberoue.

## Population et société

### Démographie
L'évolution du nombre d'habitants est connue à travers les recensements de la population effectués dans la commune depuis 1793. Pour les communes de moins de 10 000 habitants, une enquête de recensement portant sur toute la population est réalisée tous les cinq ans, les populations de référence des années intermédiaires étant quant à elles estimées par interpolation ou extrapolation. Pour la commune, le premier recensement exhaustif entrant dans le cadre du nouveau dispositif a été réalisé en 2004.

En 2022, la commune comptait 533 habitants, en évolution de +2,7 % par rapport à 2016 (Pyrénées-Atlantiques : +3,78 %, France hors Mayotte : +2,11 %).
| 1793 | 1800 | 1806 | 1821 | 1831 | 1836 | 1841 | 1846 | 1851 |
| ---- | ---- | ---- | ---- | ---- | ---- | ---- | ---- | ---- |
| 795  | 721  | 717  | 730  | 706  | 760  | 676  | 780  | 689  |

| 1856 | 1861 | 1866 | 1872 | 1876 | 1881 | 1886 | 1891 | 1896 |
| ---- | ---- | ---- | ---- | ---- | ---- | ---- | ---- | ---- |
| 679  | 594  | 570  | 551  | 526  | 543  | 521  | 481  | 460  |

| 1901 | 1906 | 1911 | 1921 | 1926 | 1931 | 1936 | 1946 | 1954 |
| ---- | ---- | ---- | ---- | ---- | ---- | ---- | ---- | ---- |
| 416  | 415  | 420  | 370  | 380  | 372  | 384  | 346  | 320  |

| 1962 | 1968 | 1975 | 1982 | 1990 | 1999 | 2004 | 2006 | 2009 |
| ---- | ---- | ---- | ---- | ---- | ---- | ---- | ---- | ---- |
| 288  | 262  | 303  | 321  | 330  | 364  | 377  | 388  | 444  |

| 2014 | 2019 | 2022 | - | - | - | - | - | - |
| ---- | ---- | ---- | - | - | - | - | - | - |
| 484  | 517  | 533  | - | - | - | - | - | - |

### Enseignement
La commune dispose d'une école primaire publique qui propose un enseignement bilingue français-basque à parité horaire.

### Langues
En plus du français, le basque est parlé par 23,61 % de la population (2010).[réf. souhaitée]

## Économie
L'économie de la commune est principalement agricole (ovins, bovins, maïs...). Une carrière est en activité sur le flanc nord de l'Abarratia. La commune fait partie de la zone AOC de l'ossau-iraty.[réf. souhaitée]

## Culture locale et patrimoine

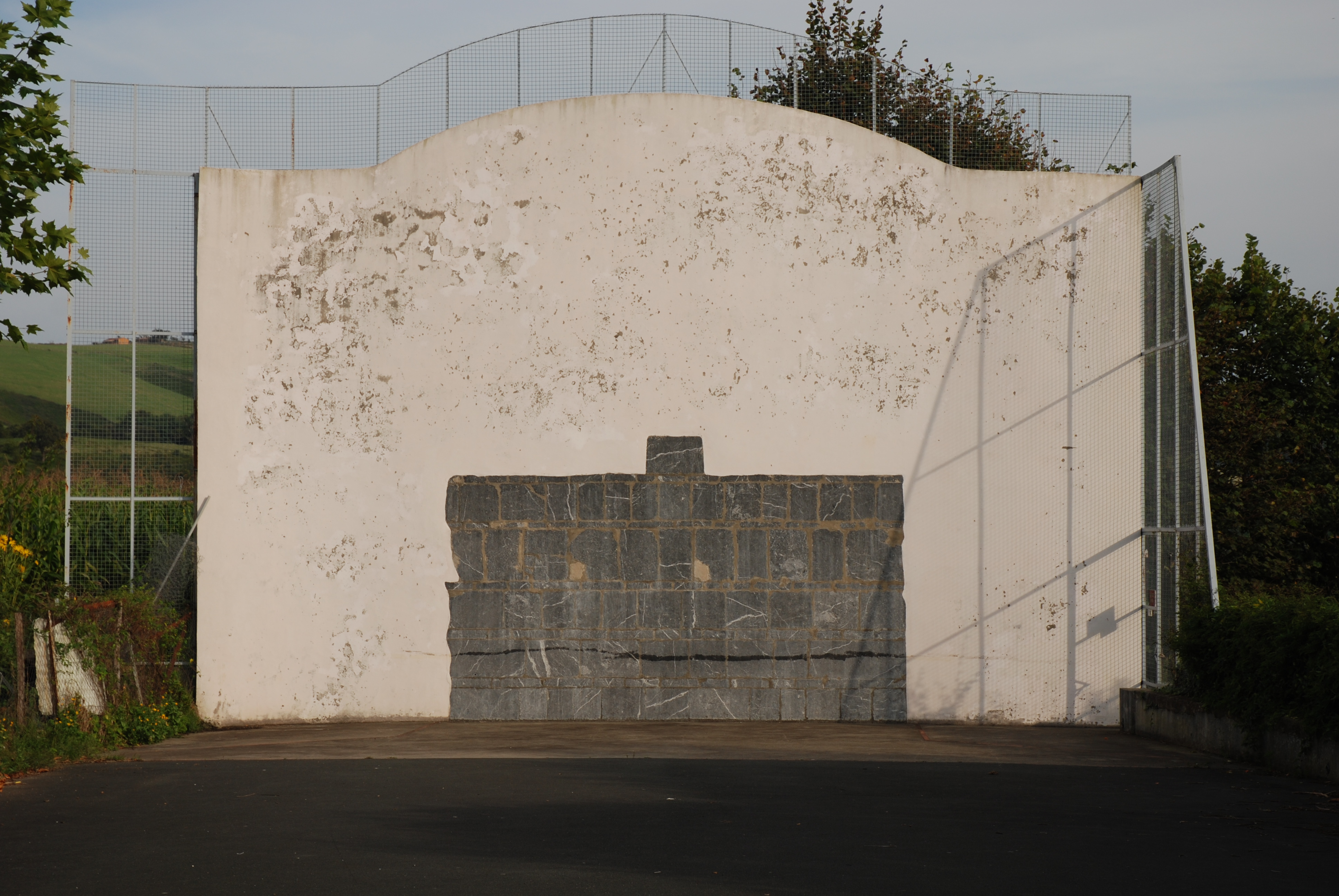
Fronton.
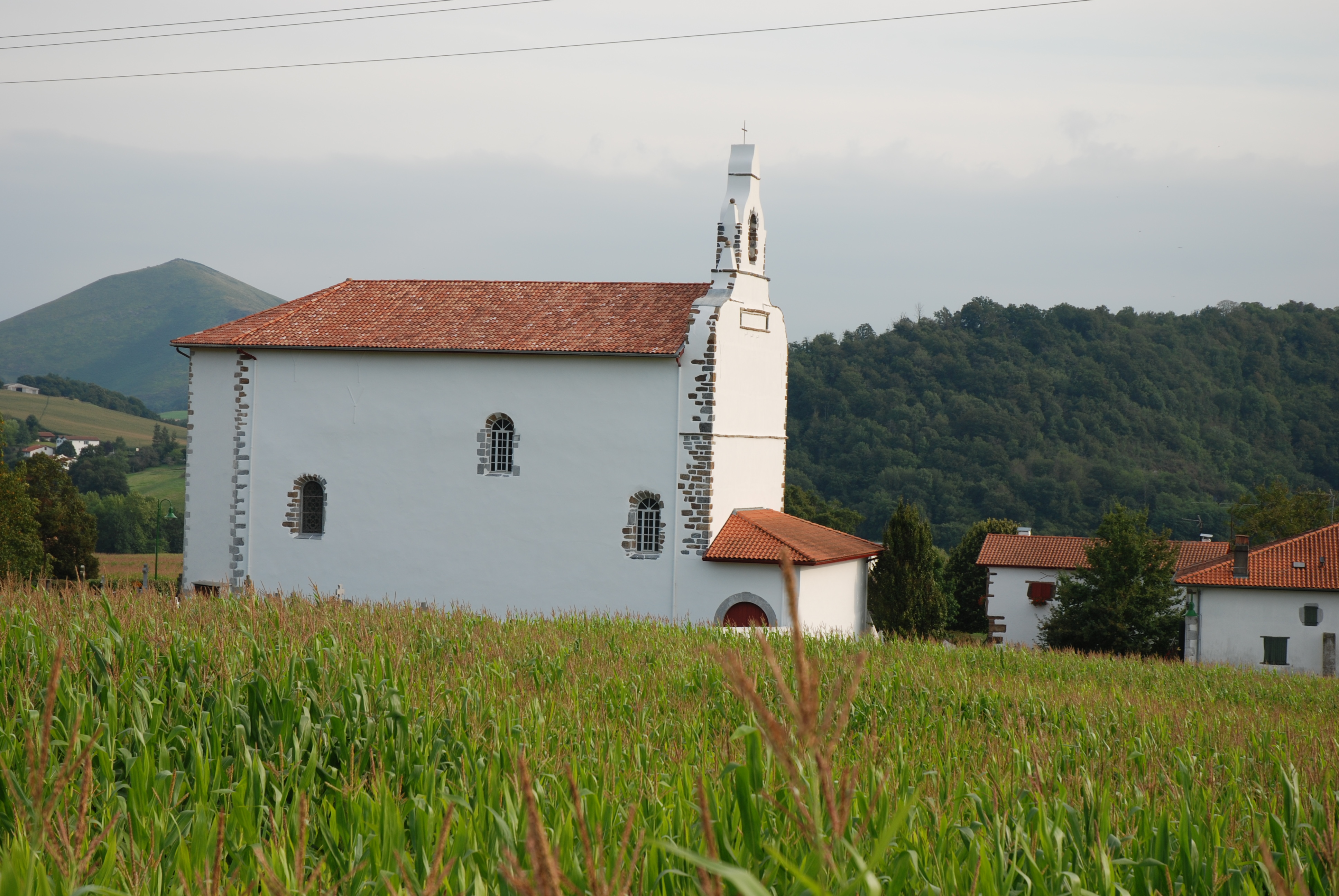
Église.

### Patrimoine civil
- Les grottes d'Isturitz et d'Otsozelaia[60] forment une série de grottes préhistoriques situées sur le site naturel de la colline de Gaztelu dans la vallée de l'Arberoue.
- L'Abarratia (345 m), fortification protohistorique (gaztelu à 3 gradins), est un mont situé entre les communes d'Ayherre et d'Isturits.
- Jacques de Béla, dans ses tablettes écrites vers 1615, indique que les habitants d'Isturitz pratiquaient le jeu de la courte boule, cousin du croquet[49].
- Fortifications protohistoriques du mont Abarratia[61].
- Ruines (tour) du château de Rocafort du XIIIe siècle.
- Maisons dont l'origine remonte au XIIIe siècle (Sathariztegia, Mendilahartsua, Zabarotzea...).
- Le fronton[Lequel ?] date de 1866.

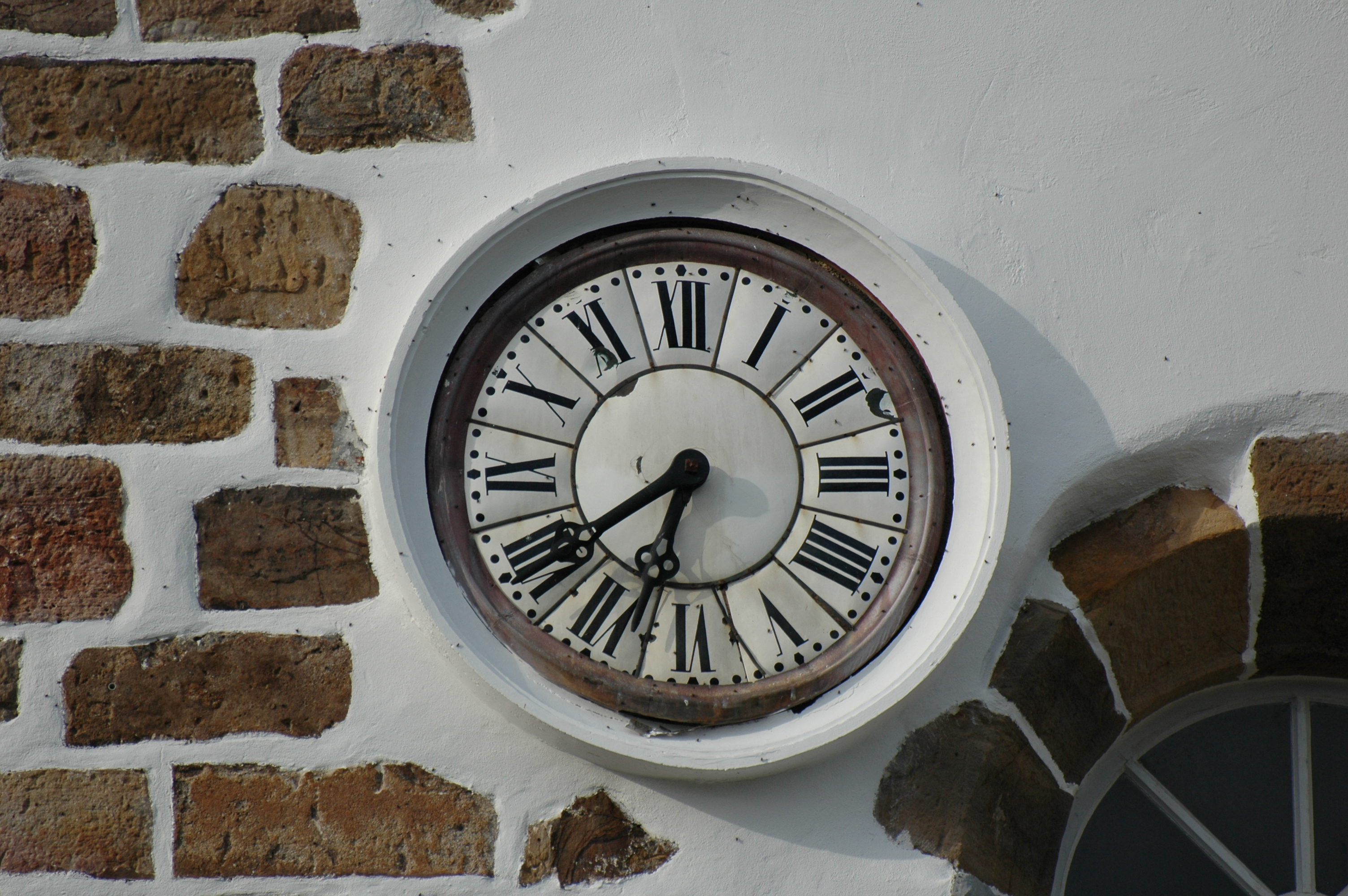
Horloge de l'église
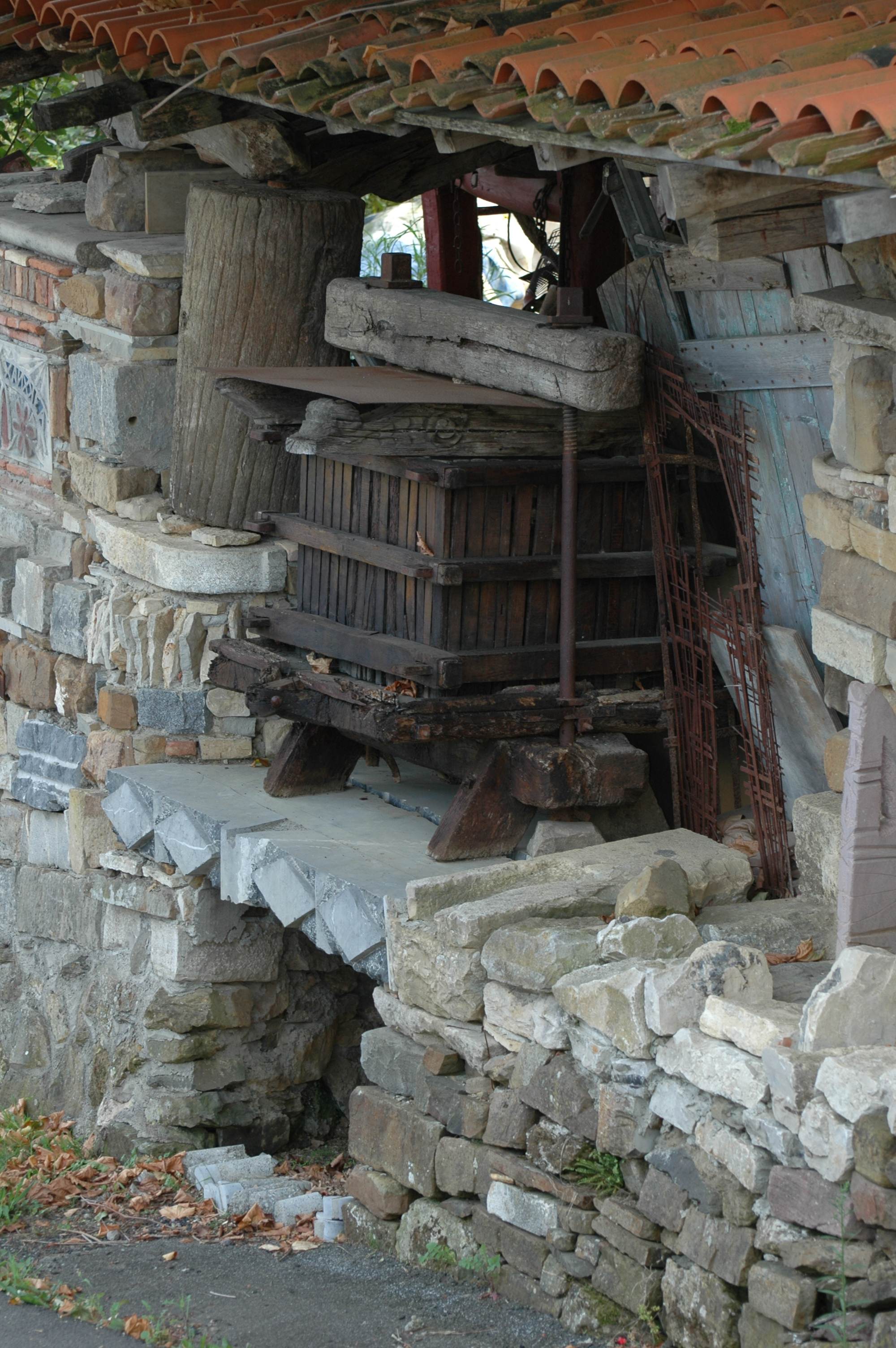
Pressoir à pommes
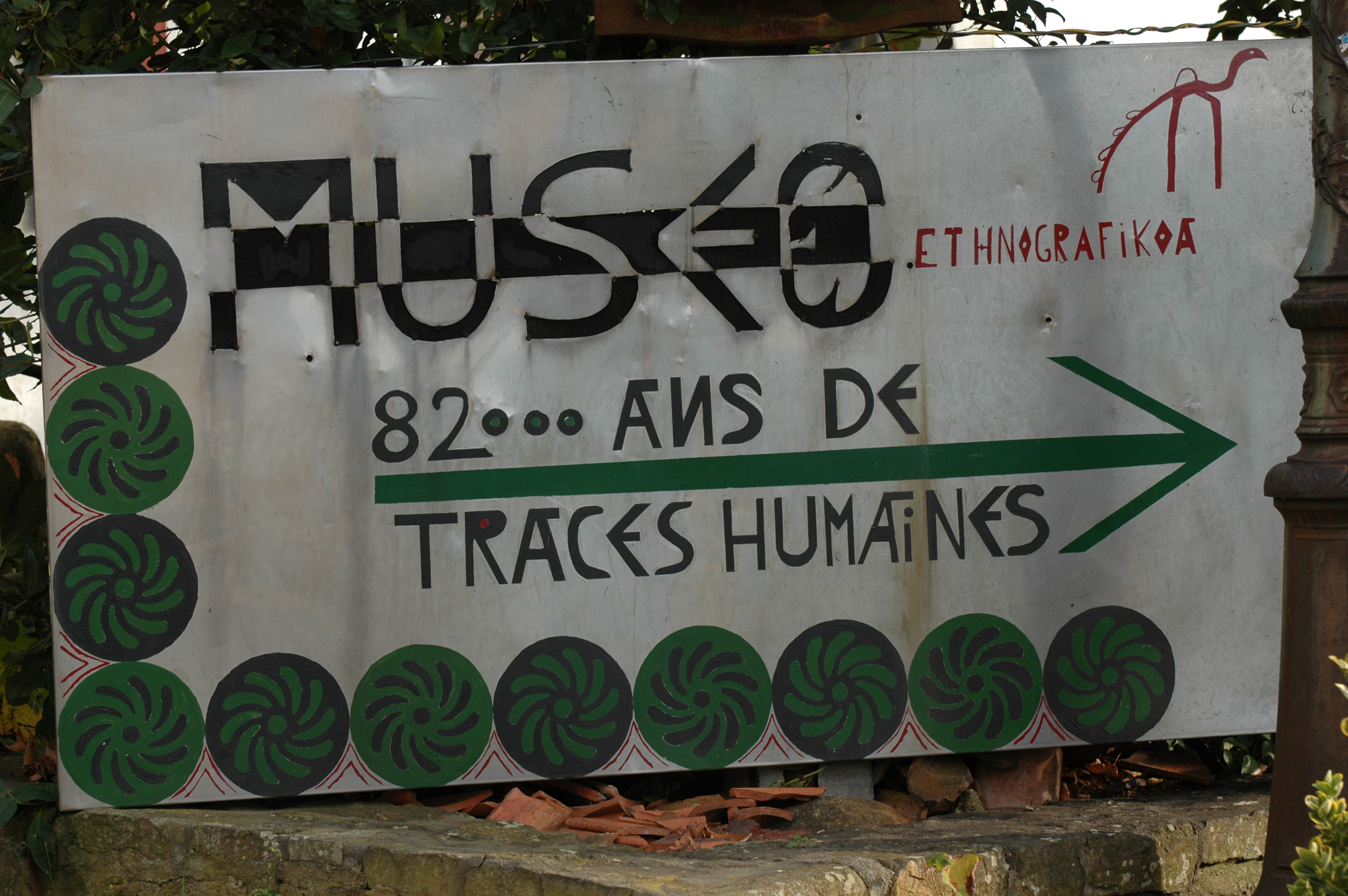
Musée ethnographique
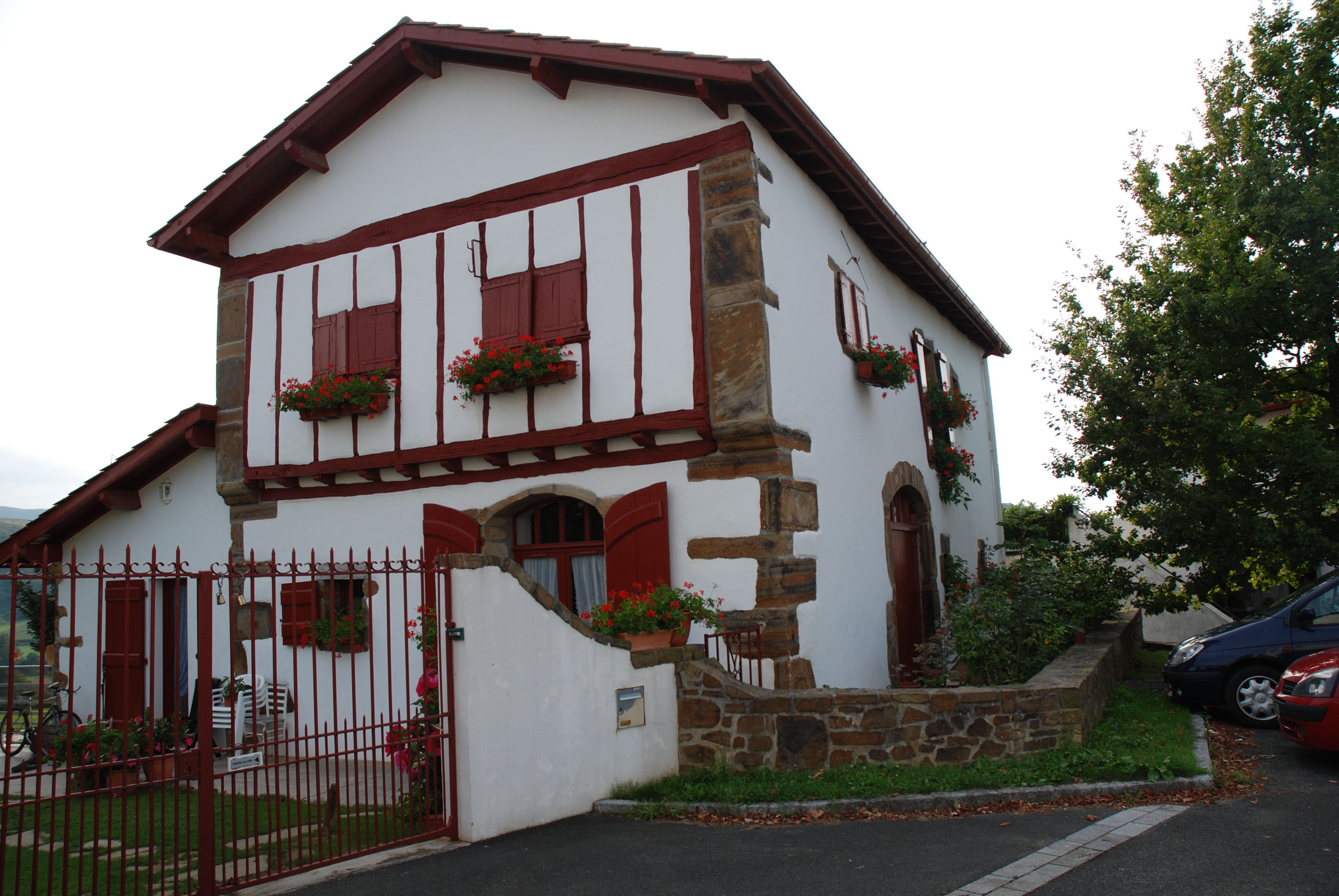
Maison Petotania
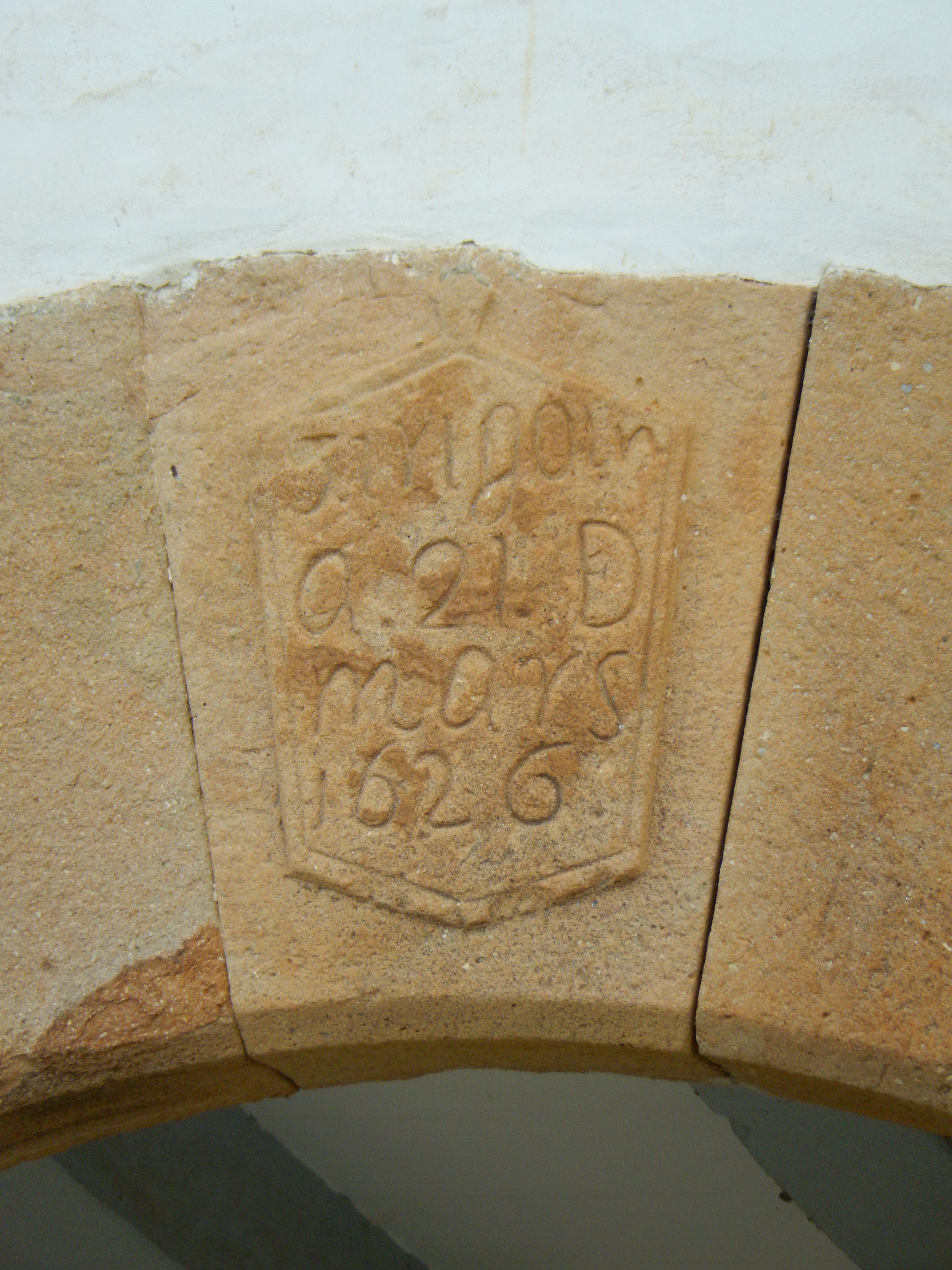
Linteau daté de 1626
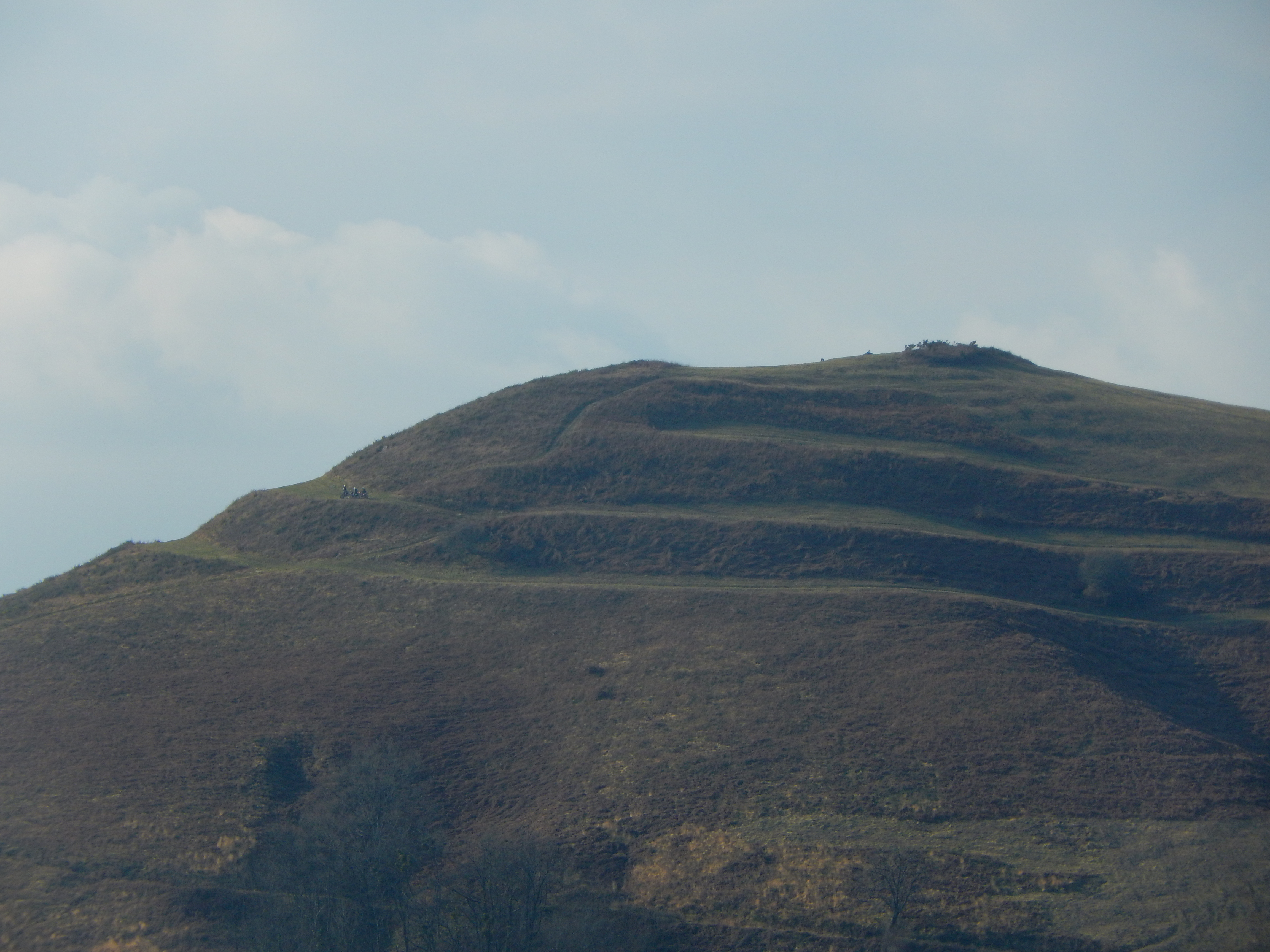
Fortifications de l'Abarratia

### Patrimoine religieux
L’église Sainte-Eulalie date du XIIIe siècle et a été partiellement reconstruite au XVIIe siècle. Elle recèle un retable (inscrit aux monuments historiques) et galeries à deux étages du XVIIe siècle.
Les ruines de la chapelle Sainte-Eulalie, édifiée sur une source miraculeuse sont visibles au bord du ruisseau Haltzerreka. Elle est citée en 1249 dans les archives du royaume de Navarre. La chapelle accueillait une importante procession qui se déroulait chaque année, jusqu'au milieu du XXe siècle. Elle fut ensuite peu à peu abandonnée et il n'en reste aujourd'hui que peu de traces.
Le cimetière d'Isturits abritait la plus ancienne stèle discoïdale du Pays basque français, qui datait de 1501.

Stèles discoïdales du cimetière d'Isturits
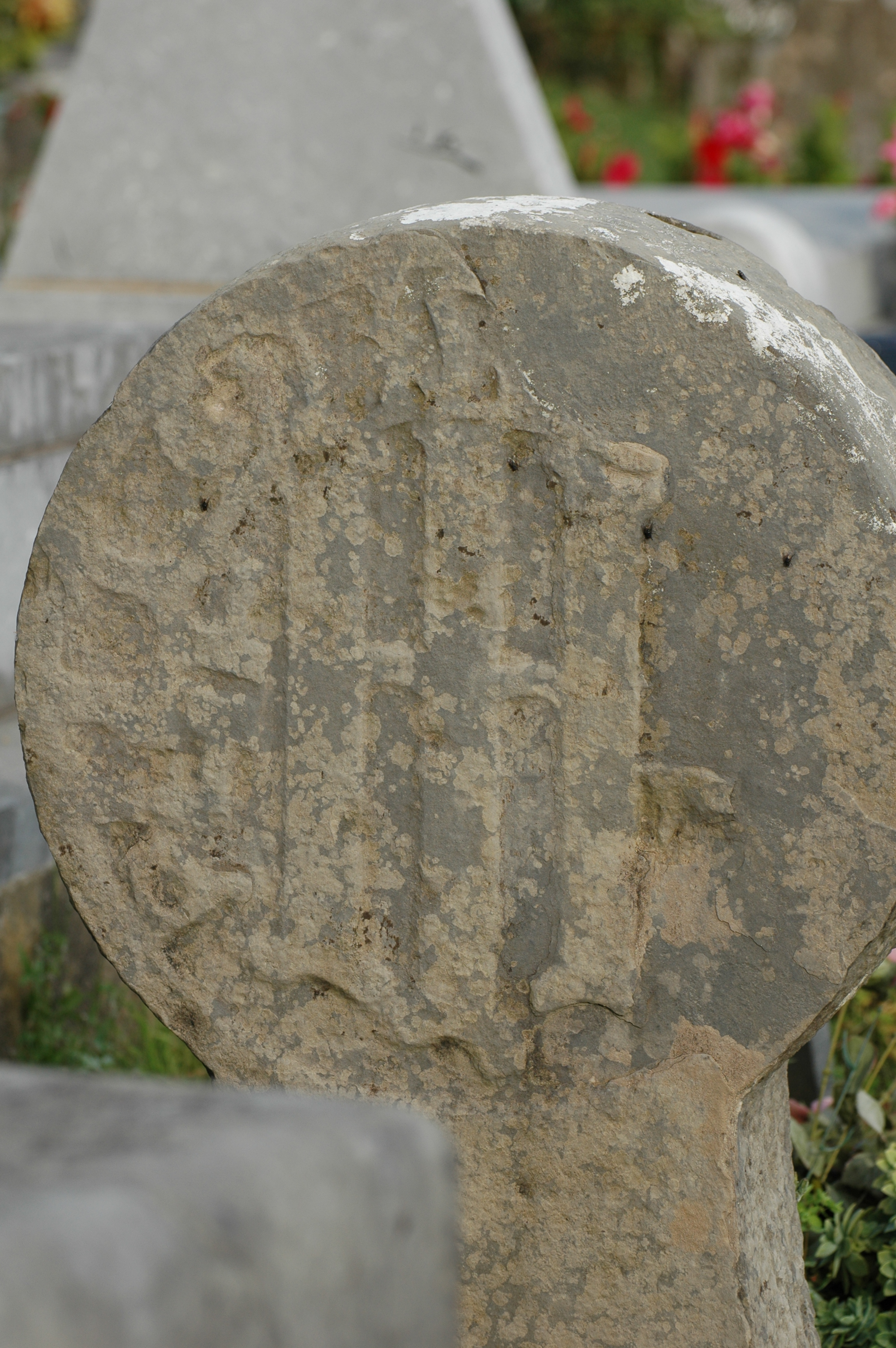
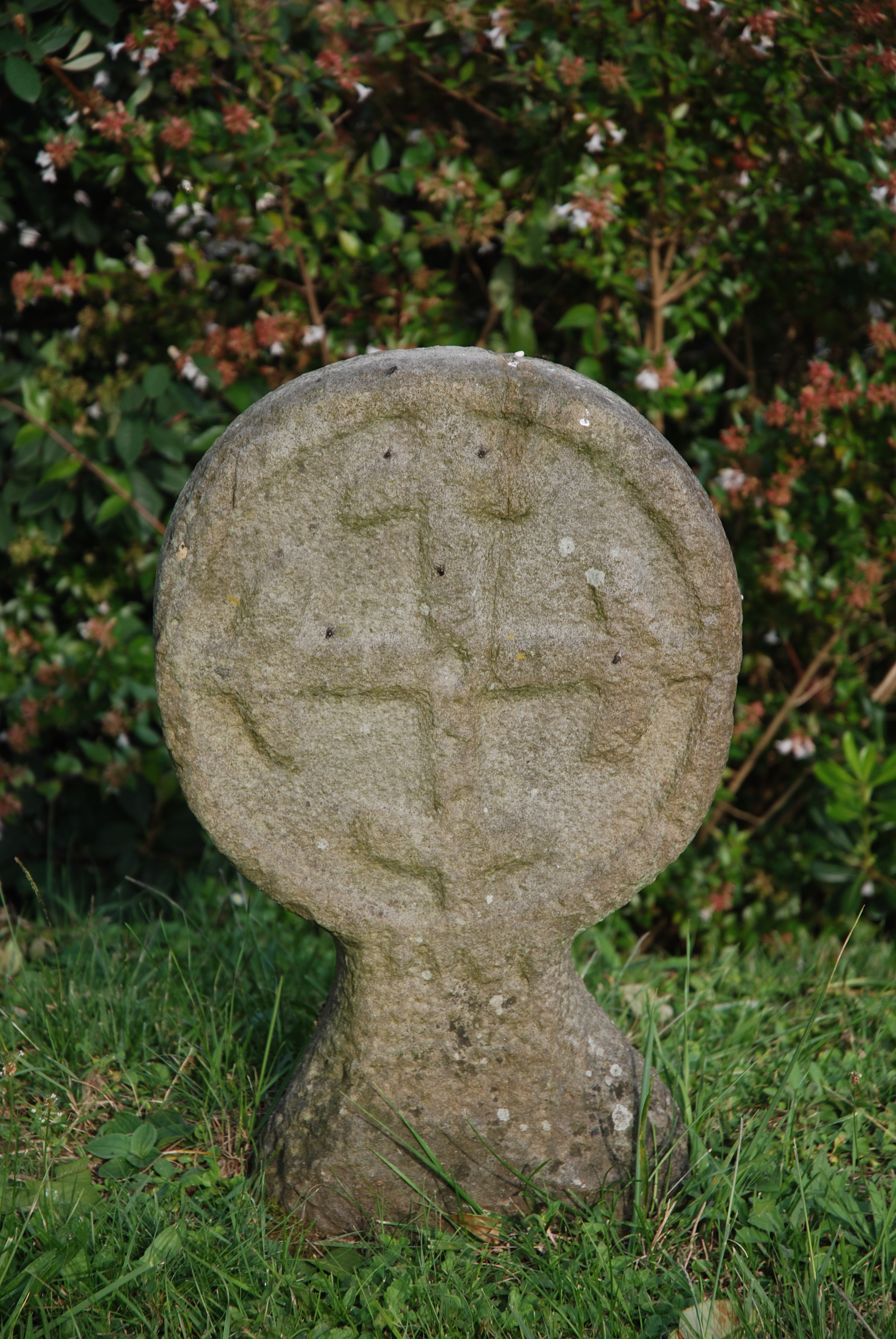
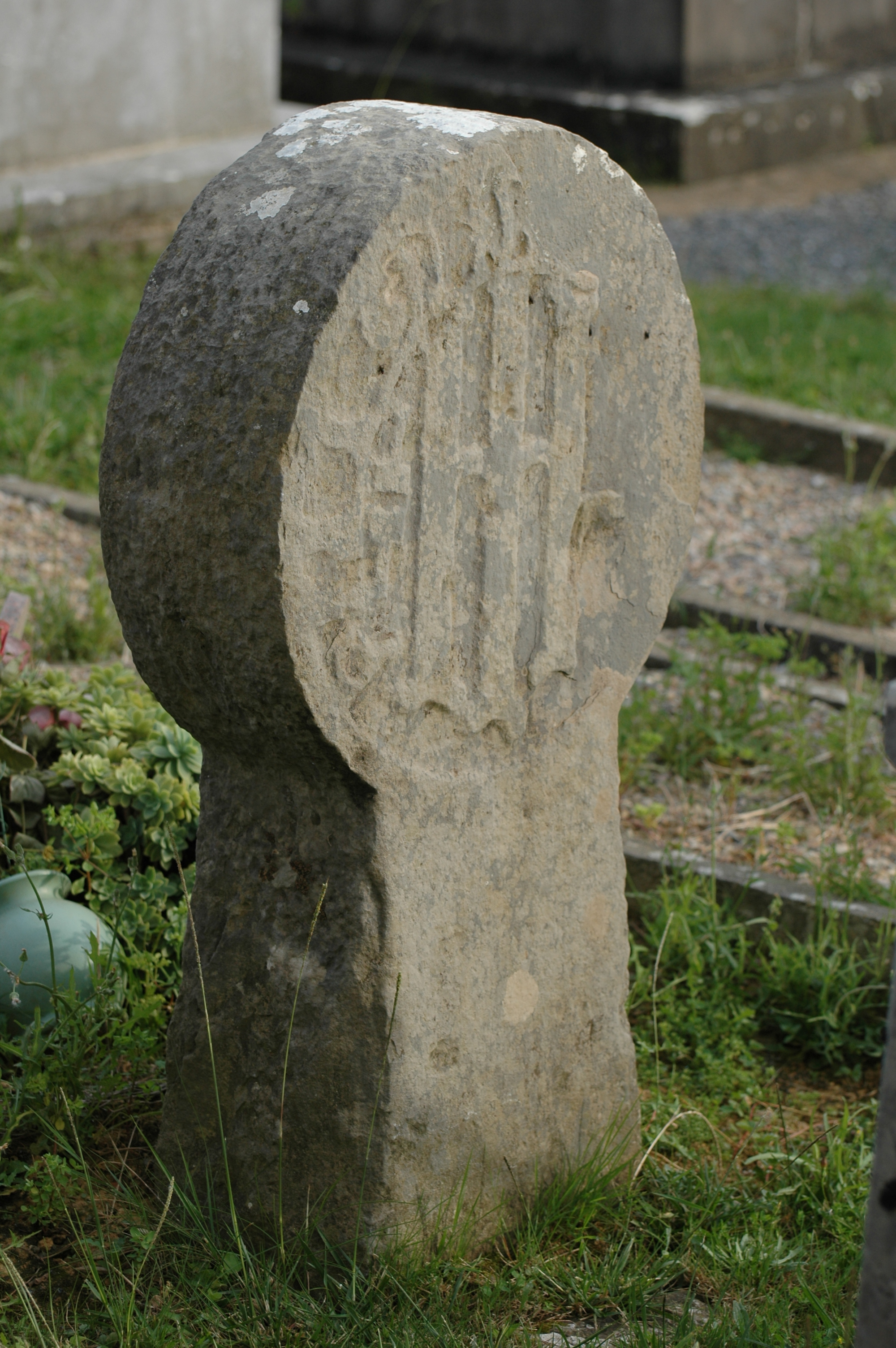
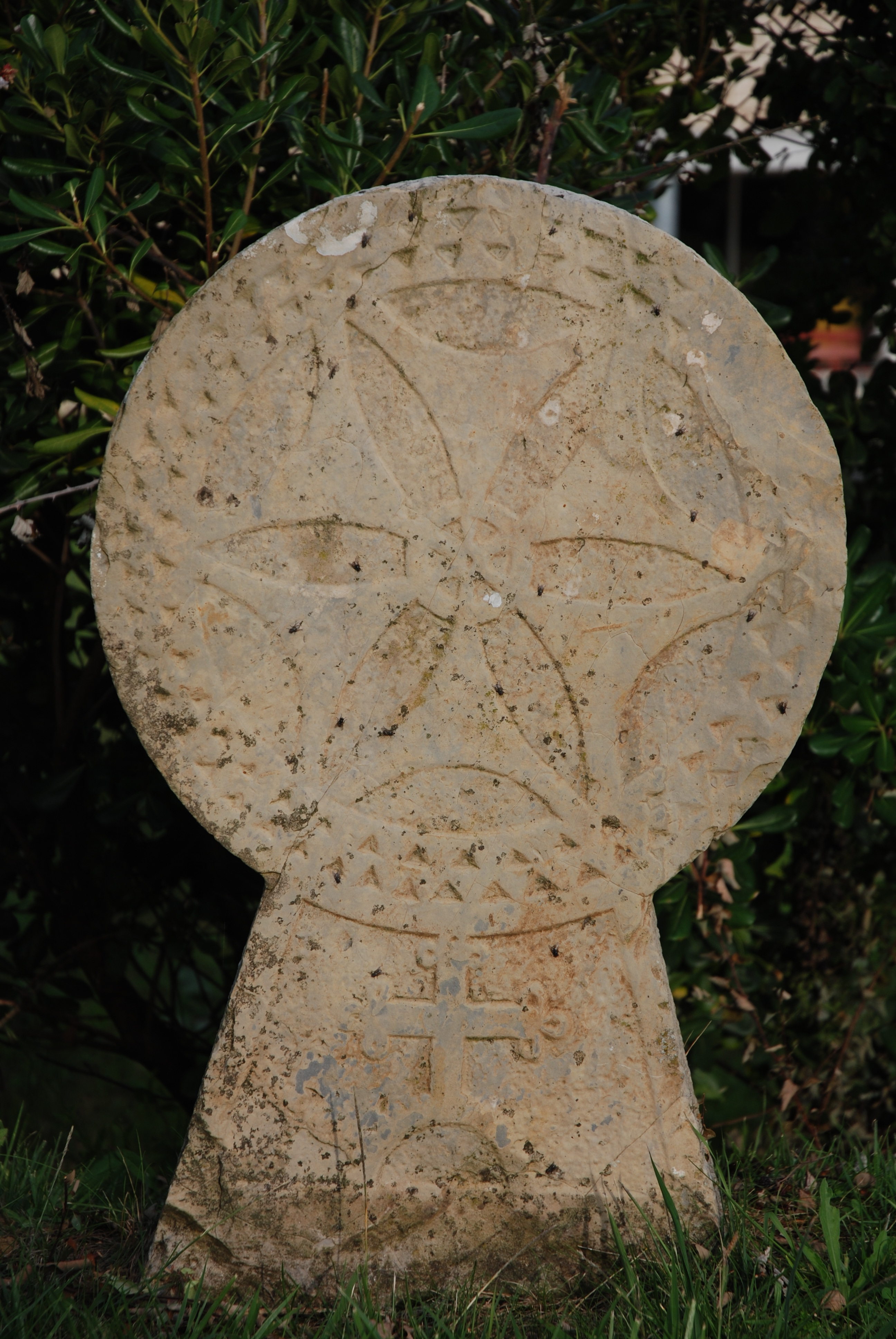
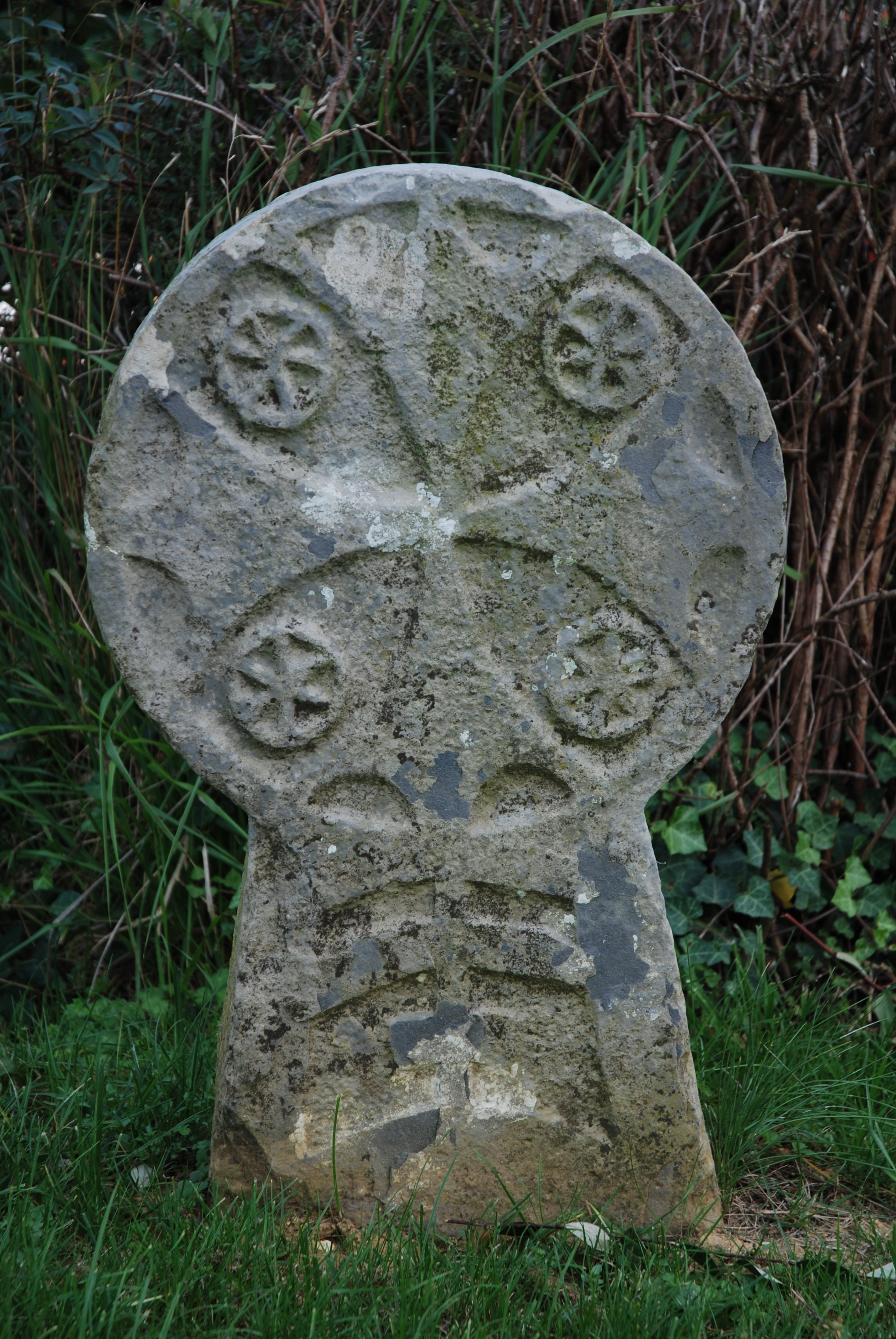
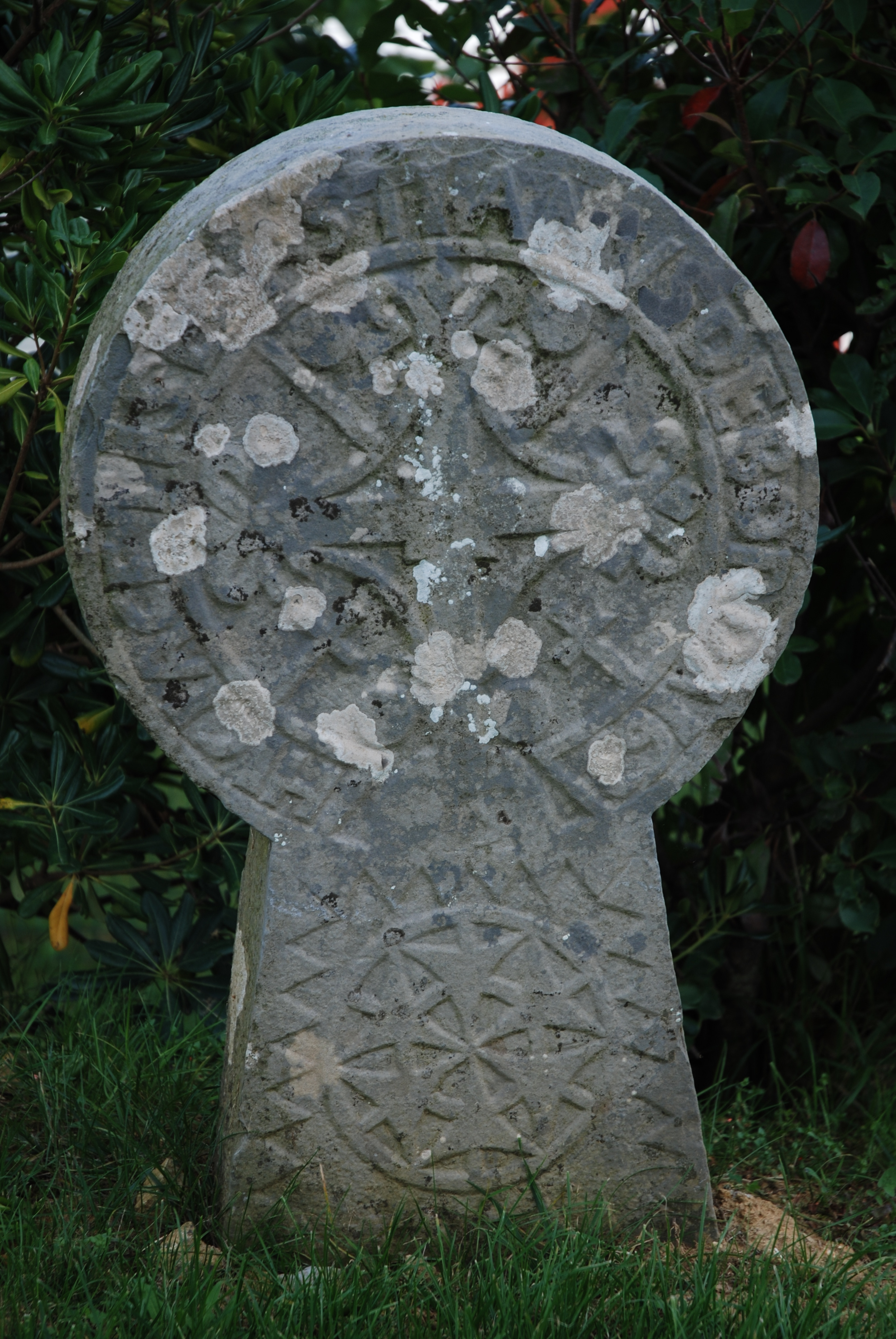
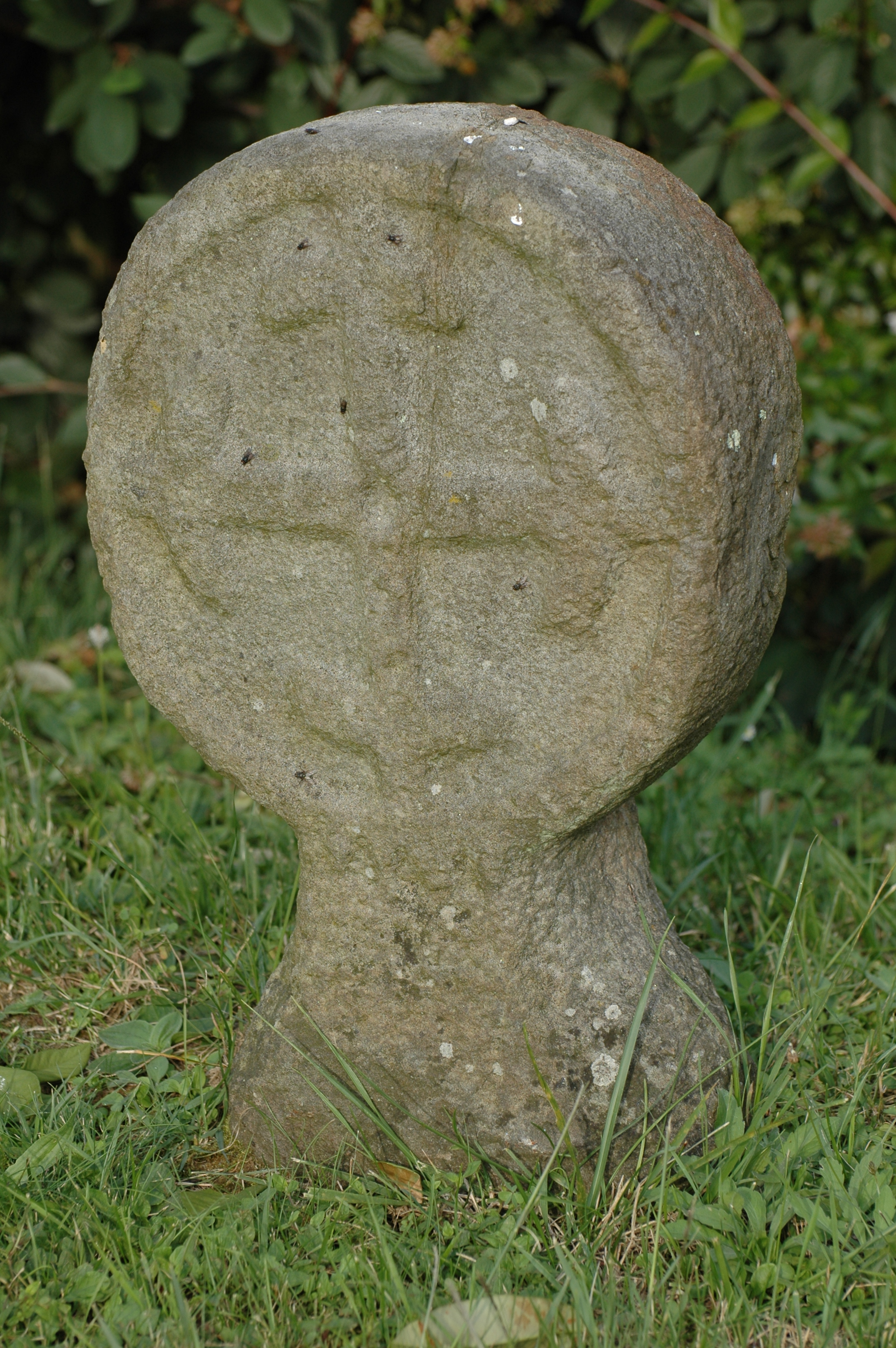
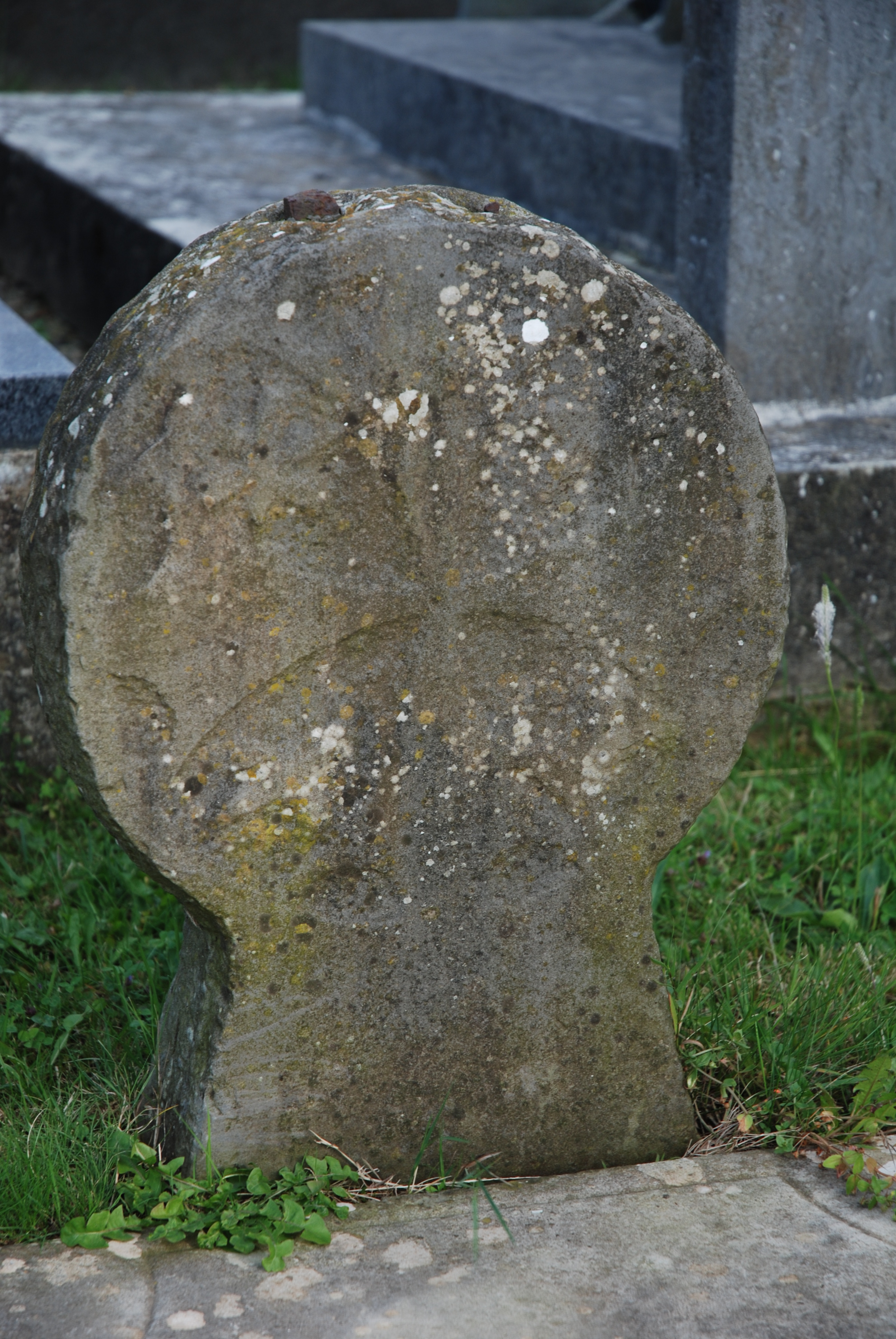

## Équipements
La commune dispose d'une école primaire publique, d'une maison de retraite, d'un fronton, d'un trinquet et d'une salle pour tous. On y trouve aussi le musée ethnographique Xanxotea.

## Personnalités liées à la commune
- François Dardan (1733-1792), prêtre et professeur au séminaire de Larressore, martyr des massacres de Septembre. Il fut béatifié par Pie XII en 1926. La paroisse d'Hasparren à laquelle Isturits est rattachée porte son nom[63].